# Kyoto-Preis
Der Kyoto-Preis (jap. 京都賞, Kyōto-shō) ist eine jährlich verliehene Auszeichnung für überragende Leistungen in Wissenschaft und Kunst. Der hoch dotierte Preis wird seit dem Jahr 1985 vergeben. Neben dem Nobelpreis handelt es sich um eine der höchsten Auszeichnungen für Verdienste um Wissenschaft und Kultur.
Es gibt drei Preiskategorien, wobei der Schwerpunkt in der entsprechenden Kategorie zwischen den verschiedenen Disziplinen rotiert. Gerade in den Disziplinen, in denen kein Nobelpreis verliehen wird, gilt der Kyoto-Preis als die bedeutendste Auszeichnung.
| Kategorien  | Hochtechnologie (Advanced Technology),    | Grundlagenforschung (Basic Sciences)          | Kunst und Philosophie (Arts and Philosophy) |
| ----------- | ----------------------------------------- | --------------------------------------------- | ------------------------------------------- |
| Disziplinen | Elektronik                                | Biologie                                      | Musik                                       |
| Disziplinen | Biotechnologie und Medizintechnologie     | Mathematik                                    | Kunst                                       |
| Disziplinen | Materialwissenschaften und Ingenieurwesen | Geowissenschaften, Astronomie und Astrophysik | Theater und Kino                            |
| Disziplinen | Informatik                                | Biowissenschaften                             | Philosophie und Ethik                       |

Die Nominierung findet im Juni statt, die feierliche Preisvergabe im November. An der Feier nimmt unter anderem der Tennō mit seiner Familie teil.
Das Preisgeld beträgt 100 Millionen Yen (598.000 EUR) je Kategorie. Der Preis zeichnet dabei das gesamte Lebenswerk des Preisträgers aus. Er wird gestiftet von der Firma Kyocera und ihrem Gründer Kazuo Inamori. Die Firma Kyocera hat ihren Sitz in der japanischen Stadt Kyōto; daher rührt der Name des Preises. Hier wird der Preis jährlich, jeweils am 10. November verliehen.

## Preisträger
| Jahr | Preisträger                                                             | Kategorie                                   | Nationalität                                           |
| ---- | ----------------------------------------------------------------------- | ------------------------------------------- | ------------------------------------------------------ |
| 1985 | Rudolf Kálmán                                                           | Elektrotechnik                              | Vereinigte Staaten                                     |
| 1985 | Claude Elwood Shannon                                                   | Mathematik                                  | Vereinigte Staaten                                     |
| 1985 | Olivier Messiaen                                                        | Musik                                       | Frankreich                                             |
| 1985 | Nobelstiftung                                                           | spezieller Gedenkpreis                      | Schweden                                               |
| 1986 | Nicole Marthe Le Douarin                                                | Biotechnologie                              | Frankreich                                             |
| 1986 | George Evelyn Hutchinson                                                | Biologie                                    | Vereinigte Staaten                                     |
| 1986 | Isamu Noguchi                                                           | Kunst                                       | Vereinigte Staaten                                     |
| 1987 | Morris Cohen                                                            | Materialwissenschaft                        | Vereinigte Staaten                                     |
| 1987 | Jan Hendrik Oort                                                        | Geophysik und Astronomie                    | Niederlande                                            |
| 1987 | Andrzej Wajda                                                           | Theater und Film                            | Polen                                                  |
| 1988 | John McCarthy                                                           | Informatik                                  | Vereinigte Staaten                                     |
| 1988 | Noam Chomsky                                                            | Kognitionswissenschaft                      | Vereinigte Staaten                                     |
| 1988 | Paul Thieme                                                             | Indologie                                   | Deutschland                                            |
| 1989 | Amos Edward Joel Jr.                                                    | Elektrotechnik                              | Vereinigte Staaten                                     |
| 1989 | Israel Gelfand                                                          | Mathematik                                  | Russland                                               |
| 1989 | John Cage                                                               | Musik                                       | Vereinigte Staaten                                     |
| 1990 | Sydney Brenner                                                          | Biotechnologie                              | Vereinigte Staaten                                     |
| 1990 | Jane Goodall                                                            | Biologie                                    | Vereinigtes Königreich                                 |
| 1990 | Renzo Piano                                                             | Kunst                                       | Italien                                                |
| 1991 | Michael Szwarc                                                          | Material- und Ingenieurwissenschaft         | Vereinigte Staaten                                     |
| 1991 | Edward N. Lorenz                                                        | Geophysik und Astronomie                    | Vereinigte Staaten                                     |
| 1991 | Peter Brook                                                             | Theater und Film                            | Vereinigtes Königreich                                 |
| 1992 | Maurice V. Wilkes                                                       | Informatik                                  | Vereinigtes Königreich                                 |
| 1992 | Yasutomi Nishizuka                                                      | Lebenswissenschaften                        | Japan                                                  |
| 1992 | Karl Popper                                                             | Philosophie                                 | Österreich / Vereinigtes Königreich                    |
| 1993 | Jack Kilby                                                              | Elektrotechnik                              | Vereinigte Staaten                                     |
| 1993 | William D. Hamilton                                                     | Biologie                                    | Vereinigtes Königreich                                 |
| 1993 | Witold Lutosławski                                                      | Musik                                       | Polen                                                  |
| 1994 | Paul Christian Lauterbur                                                | Biotechnologie und Medizintechnik           | Vereinigte Staaten                                     |
| 1994 | André Weil                                                              | Mathematik                                  | Frankreich                                             |
| 1994 | Akira Kurosawa                                                          | Theater und Film                            | Japan                                                  |
| 1995 | George William Gray                                                     | Material- und Ingenieurwissenschaft         | Vereinigtes Königreich                                 |
| 1995 | Hayashi Chūshirō                                                        | Geophysik und Astronomie                    | Japan                                                  |
| 1995 | Roy Lichtenstein                                                        | Kunst                                       | Vereinigte Staaten                                     |
| 1996 | Donald Ervin Knuth                                                      | Informatik                                  | Vereinigte Staaten                                     |
| 1996 | Mario Capecchi                                                          | Lebenswissenschaften                        | Vereinigte Staaten                                     |
| 1996 | Willard Van Orman Quine                                                 | Philosophie                                 | Vereinigte Staaten                                     |
| 1997 | Federico Faggin, Marcian Edward Hoff, Stanley Mazor und Masatoshi Shima | Elektrotechnik                              | Italien, Vereinigte Staaten, Vereinigte Staaten, Japan |
| 1997 | Daniel Hunt Janzen                                                      | Biologie                                    | Vereinigte Staaten                                     |
| 1997 | Iannis Xenakis                                                          | Musik                                       | Frankreich                                             |
| 1998 | Kurt Wüthrich                                                           | Biotechnologie und Medizintechnik           | Schweiz                                                |
| 1998 | Itō Kiyoshi                                                             | Mathematik                                  | Japan                                                  |
| 1998 | Nam June Paik                                                           | Kunst                                       | Vereinigte Staaten                                     |
| 1999 | W. David Kingery                                                        | Material- und Ingenieurwissenschaft         | Vereinigte Staaten                                     |
| 1999 | Walter Munk                                                             | Geophysik und Astronomie                    | Vereinigte Staaten                                     |
| 1999 | Maurice Béjart                                                          | Theater und Film                            | Frankreich                                             |
| 2000 | Tony Hoare                                                              | Informatik                                  | Vereinigtes Königreich                                 |
| 2000 | Walter Gehring                                                          | Lebenswissenschaften                        | Schweiz                                                |
| 2000 | Paul Ricœur                                                             | Philosophie                                 | Frankreich                                             |
| 2001 | Schores Iwanowitsch Alfjorow, Izuo Hayashi und Morton B. Panish         | Elektrotechnik                              | Russland, Japan, Vereinigte Staaten                    |
| 2001 | John Maynard Smith                                                      | Biologie                                    | Vereinigtes Königreich                                 |
| 2001 | György Ligeti                                                           | Musik                                       | Österreich                                             |
| 2002 | Leroy Edward Hood                                                       | Biotechnologie und Medizintechnik           | Vereinigte Staaten                                     |
| 2002 | Michail Leonidowitsch Gromow                                            | Mathematik                                  | Frankreich                                             |
| 2002 | Tadao Andō                                                              | Kunst                                       | Japan                                                  |
| 2003 | George Whitesides                                                       | Material- und Ingenieurwissenschaft         | Vereinigte Staaten                                     |
| 2003 | Eugene N. Parker                                                        | Geophysik und Astronomie                    | Vereinigte Staaten                                     |
| 2003 | Tamao Yoshida                                                           | Theater und Film                            | Japan                                                  |
| 2004 | Alan Kay                                                                | Informatik                                  | Vereinigte Staaten                                     |
| 2004 | Alfred G. Knudson                                                       | Lebenswissenschaften                        | Vereinigte Staaten                                     |
| 2004 | Jürgen Habermas                                                         | Philosophie                                 | Deutschland                                            |
| 2005 | George H. Heilmeier                                                     | Elektrotechnik                              | Vereinigte Staaten                                     |
| 2005 | Simon A. Levin                                                          | Biologie                                    | Vereinigte Staaten                                     |
| 2005 | Nikolaus Harnoncourt                                                    | Musik                                       | Österreich                                             |
| 2006 | Leonard A. Herzenberg                                                   | Biotechnologie und Medizintechnik           | Vereinigte Staaten                                     |
| 2006 | Hirotugu Akaike                                                         | Mathematik                                  | Japan                                                  |
| 2006 | Issey Miyake                                                            | Kunst                                       | Japan                                                  |
| 2007 | Hiroo Inokuchi                                                          | Material- und Ingenieurwissenschaft         | Japan                                                  |
| 2007 | Hiroo Kanamori                                                          | Geophysik und Astronomie                    | Japan                                                  |
| 2007 | Pina Bausch                                                             | Theater und Film                            | Deutschland                                            |
| 2008 | Richard M. Karp                                                         | Informatik                                  | Vereinigte Staaten                                     |
| 2008 | Anthony James Pawson                                                    | Lebenswissenschaften                        | Kanada                                                 |
| 2008 | Charles Taylor                                                          | Philosophie                                 | Vereinigte Staaten                                     |
| 2009 | Isamu Akasaki                                                           | Optoelektronik                              | Japan                                                  |
| 2009 | Peter Raymond Grant und Barbara Rosemary Grant                          | Evolutionsbiologie                          | Vereinigte Staaten, Vereinigte Staaten                 |
| 2009 | Pierre Boulez                                                           | Musik                                       | Frankreich                                             |
| 2010 | Shin’ya Yamanaka                                                        | Stammzellforschung                          | Japan                                                  |
| 2010 | László Lovász                                                           | Mathematik                                  | Ungarn                                                 |
| 2010 | William Kentridge                                                       | Bildende Kunst                              | Südafrika                                              |
| 2011 | John Werner Cahn                                                        | Materialwissenschaften                      | Vereinigte Staaten                                     |
| 2011 | Raschid Alijewitsch Sunjajew                                            | Astrophysik                                 | Russland                                               |
| 2011 | Bandō Tamasaburō V.                                                     | Theater und Kino (Kabuki)                   | Japan                                                  |
| 2012 | Ivan Edward Sutherland                                                  | Informatik                                  | Vereinigte Staaten                                     |
| 2012 | Yoshinori Ōsumi                                                         | Molekularbiologie                           | Japan                                                  |
| 2012 | Gayatri Chakravorty Spivak                                              | Literaturkritik                             | Indien                                                 |
| 2013 | Robert Heath Dennard                                                    | Elektronik                                  | Vereinigte Staaten                                     |
| 2013 | Masatoshi Nei                                                           | Biologie                                    | Vereinigte Staaten                                     |
| 2013 | Cecil Taylor                                                            | Jazzmusik                                   | Vereinigte Staaten                                     |
| 2014 | Robert Samuel Langer                                                    | Biomedizinische Technik                     | Vereinigte Staaten                                     |
| 2014 | Edward Witten                                                           | Theoretische Physik                         | Vereinigte Staaten                                     |
| 2014 | Fukumi Shimura                                                          | Web- und Färbekunst                         | Japan                                                  |
| 2015 | Toyoki Kunitake                                                         | Materialwissenschaften                      | Japan                                                  |
| 2015 | Michel Mayor                                                            | Astrophysik                                 | Schweiz                                                |
| 2015 | John Neumeier                                                           | Tanz / Choreographie                        | Vereinigte Staaten / Deutschland                       |
| 2016 | Takeo Kanade                                                            | Informatik                                  | Japan                                                  |
| 2016 | Tasuku Honjo                                                            | Immunologie                                 | Japan                                                  |
| 2016 | Martha Craven Nussbaum                                                  | Philosophie                                 | Vereinigte Staaten                                     |
| 2017 | Takashi Mimura                                                          | Elektronik                                  | Japan                                                  |
| 2017 | Graham Farquhar                                                         | Biologie                                    | Australien                                             |
| 2017 | Richard Taruskin                                                        | Musik                                       | Vereinigte Staaten                                     |
| 2018 | Karl Deisseroth                                                         | Biotechnologie und Medizinische Technologie | Vereinigte Staaten                                     |
| 2018 | Masaki Kashiwara                                                        | Mathematik                                  | Japan                                                  |
| 2018 | Joan Jonas                                                              | Performance Art and New Media               | Vereinigte Staaten                                     |
| 2019 | Ching W. Tang                                                           | Materialwissenschaften                      | Volksrepublik China / Vereinigte Staaten               |
| 2019 | James E. Gunn                                                           | Astrophysik                                 | Vereinigte Staaten                                     |
| 2019 | Ariane Mnouchkine                                                       | Theater                                     | Frankreich                                             |
| 2020 | keine Vergabe wegen der COVID-19-Pandemie                               | keine Vergabe wegen der COVID-19-Pandemie   | keine Vergabe wegen der COVID-19-Pandemie              |
| 2021 | Andrew Chi-Chih Yao                                                     | Informatik                                  | Volksrepublik China / Vereinigte Staaten               |
| 2021 | Robert G. Roeder                                                        | Biologie                                    | Vereinigte Staaten                                     |
| 2021 | Bruno Latour                                                            | Philosophie                                 | Frankreich                                             |
| 2022 | Carver Mead                                                             | Elektronik                                  | Vereinigte Staaten                                     |
| 2022 | Bryan T. Grenfell                                                       | Biologie                                    | Vereinigte Staaten                                     |
| 2022 | Zakir Hussain                                                           | Musik                                       | Indien                                                 |
| 2023 | Ryūzō Yanagimachi                                                       | Biologie                                    | Japan                                                  |
| 2023 | Elliott H. Lieb                                                         | Physik / Mathematik                         | Vereinigte Staaten                                     |
| 2023 | Nalini Malani                                                           | Kunst                                       | Indien                                                 |
| 2024 | John Pendry                                                             | Physik                                      | Vereinigtes Königreich                                 |
| 2024 | Paul F. Hoffman                                                         | Geologie                                    | Kanada                                                 |
| 2024 | William Forsythe                                                        | Choreographie                               | Vereinigte Staaten                                     |
| 2025 | Shun-ichi Amari                                                         | Informatik                                  | Japan                                                  |
| 2025 | Azim Surani                                                             | Entwicklungsbiologie                        | Vereinigtes Königreich                                 |
| 2025 | Carol Gilligan                                                          | Psychologie                                 | Vereinigte Staaten                                     |

## Quelle
- Der Kyoto-Preis – Hintergrundinformation, Kyocera-Online-Prospekt Juni 2008 (PDF-Datei; 105 kB); abgerufen am 19. November 2010